# Microbiome

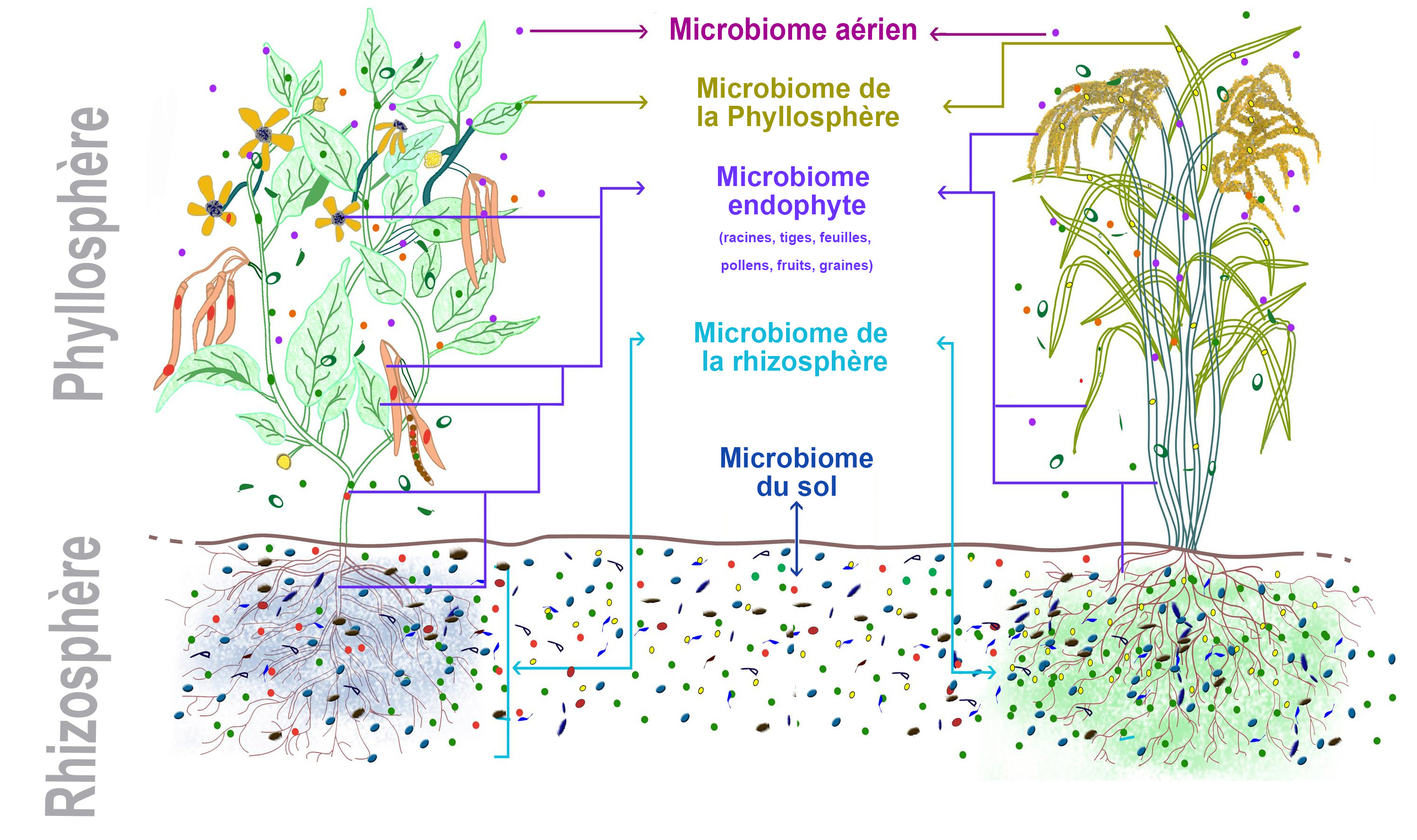
Phytobiome (ou microbiome d'un végétal) occupant l'endosphère (toute la plante) et ici aussi représenté compartimenté, dont en rhizosphère (sur et à proximité des racines), et phyllosphère (sur et sous les feuilles uniquement).
On retrouve aussi sur (voire dans) la plante des microbes plus ou moins ubiquistes et opportunistes, éventuellement pathogènes provenant de l'air et du sol.

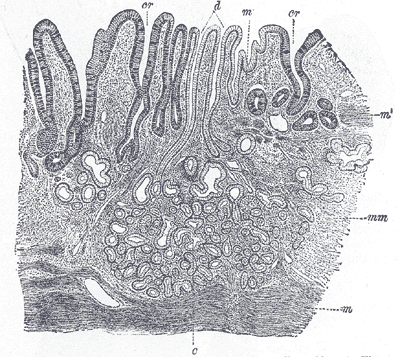
La muqueuse de l'estomac (ici vue en coupe, au microscope) abrite certains micro-organismes, en dépit de l'extrême acidité du milieu stomacal.
L'une de ces espèces (Helicobacter pylori) joue un rôle dans l'ulcère gastro-duodénal.

Le microbiome (du grec micro, « petit », et bios, « vie ») est l'« aire biotique » (aire de vie correspondant à une niche écologique) du microbiote, le mot microbiote désignant ici les espèces autrefois regroupées sous le terme « microflore », c'est-à-dire celles qui prédominent ou sont durablement adaptées à la surface et à l'intérieur d'un organisme vivant.
Ce terme est introduit en 2001 par le généticien et microbiologiste américain Joshua Lederberg pour intégrer la notion d'une communauté écologique comprenant symbiotes, commensaux et pathogènes partageant l'espace corporel humain, dans le but de reconnaître leur fonction de déterminants de la santé et de la maladie.
En anglais, le terme microbiome fait référence aux génomes (données génétiques) d'un microbiote. Cette définition ne semble cependant pas faire consensus parmi les auteurs français : d'après Pascale Cossart « on parle de "microbiote" pour désigner l'ensemble des espèces microbiennes présentes dans un environnement, et de "microbiome" quand il s'agit de l'ensemble des gènes présents dans ce microbiote ».

## Concepts scientifiques mobilisés
Le microbiome est l'expression des conditions écologiques de ces milieux (température, pH, teneurs hormonales, en graisses, en protéines, exposition aux UV, absence de lumière, type de muqueuse, etc.), conditions auxquelles vont répondre les communautés microbiennes en cause, individuellement et/ou collectivement, et qu'elles peuvent modifier ou entretenir à court et moyens termes, mais aussi sur le long terme, c'est-à-dire celui de l'évolution, ou plus précisément de la coévolution du microbiote avec ses hôtes.
Ce concept embrasse les notions de communauté microbienne, de biodiversité microbienne (en nombre d'individus, les microbes sont les organismes les plus nombreux sur terre), d'écologie microbienne et d'interactions durables et fonctionnelles entre micro-organismes, entre eux et l'organisme, ou entre eux et différents organes (allant du simple commensalisme jusqu'à la symbiose, endo- ou ectosymbiose).
Il a, de plus en plus, aussi des bases génétiques. Par extension, le microbiome peut également désigner la somme des génomes des micro-organismes vivant dans ou sur un organisme animal ou végétal (hors état pathologique). Un séquençage collectif de ces organismes est possible (métagénomique), applicable à un écosystème complet.
Cette notion est issue du concept de commensalisme théorisé par Pierre-Joseph van Beneden durant la seconde moitié du XIXe siècle.
Le mycobiome (en) est la partie du microbiome qui ne concerne que les microchampignons, on parle par exemple de mycobiome humain, de mycobiome intestinal (qui pourrait jouer un rôle dans la maladie de Crohn) ou du mycobiome pulmonaire. Il joue un rôle majeur chez de nombreuses plantes.

## Connaissance

### Microbiotes non humains
Depuis quelques décennies, des chercheurs étudient avec attention le microbiome d'espèces qui nous sont éloignées et qui présentent des capacités particulières de digestion ou de symbiose avec des écosystèmes microbiens particulier (termites xylophages, insectes herbivores ou reptiles par exemple ou oiseaux comme l'autruche réputée pour son régime alimentaire éclectique) ou proches (primates, par exemple) et d'animaux de rentes (le microbiote des ruminants en particulier, qui joue un rôle important pour leur santé)…
Un microbiote des plantes, notamment associé à la rhizosphère est connu depuis plusieurs décennies (composé de bactéries et de champignons dits mycorhyziens), notamment chez les plantes vasculaires. Et des chercheurs ont récemment montré que certains arbres (salicacées) disposent aussi d'endosymbioses dans leur partie aérienne, avec des bactéries fixatrices d'azote qui les aident efficacement à pousser dans des lieux oligotrophes carencés en azote bioassimilable.
Des études ont récemment montré qu'un écosystème à haute diversité biologique est plus stable et que la biodiversité végétale augmente la productivité d'un milieu,. À des niveaux trophiques "inférieurs", le microbiome végétal a aussi une influence sur la fitness de leurs plantes hôtes, et une hypothèse est que les microbes associés à leurs hôtes végétaux peuvent même influencer le fonctionnement et l'état de l'écosystème via leur rôle dans le modelage du phénotype étendu de leurs organismes hôtes,. Si le degré d'importance du microbiome végétal pour le fonctionnement de l'écosystème n'a pas encore pu être quantifié, une expérience récente (2017) ayant porté sur le lien entre la biodiversité des arbres et le fonctionnement de l'écosystème boisé a néanmoins fortement plaidé en faveur de l'hypothèse que la diversité des bactéries trouvées sur les feuilles de ces arbres est positivement liée à la productivité de l'écosystème entier (même après pris en compte le rôle de la diversité végétale). Cette étude a aussi conclu que l'identité des espèces hôtes, leur identité fonctionnelle et leur diversité fonctionnelle étaient les principaux déterminants de la structure et de la diversité des communautés bactériennes foliaires. Les auteurs concluent dans ce cas à une corrélation positive entre la diversité microbienne associée à la plante et la productivité de l'écosystème et ils invitent à prendre en compte ce mécanisme pour améliorer les modèles de relations entre biodiversité et écosystème.

### Étude du microbiome humain
Le microbiote humain, encore très mal connu, fait l'objet de recherches internationales,.
Ce n'est qu'en décembre 2007, qu'aux États-Unis a été lancé, par le NIH un vaste projet scientifique dénommé Human Microbiome Project visant à séquencer tous les gènes ou génomes, des micro-organismes vivant normalement chez l'homme, à partir d'échantillons, prélevés dans la bouche, la gorge et le nez, sur la peau, dans le tube digestif, et dans le tractus urogénital féminin ainsi (plus récemment) que dans le tractus urogénital masculin.
On a montré que ce microbiome est personnel ; il provient en partie de la mère mais aussi du père, même s'il est aussi influencé par l'alimentation, et qu'il se diversifie en vieillissant. Il peut aussi acquérir des gènes de bactéries extérieures, par exemple de bactéries marines, qui ont pu être transférées à des bactéries du microbiome de Japonais et y persister, probablement sélectionnés pour leur intérêt pour le microbiome et/ou pour l'hôte.
L'épidémiologiste néerlandaise Elisabeth Bik est considérée comme une pionnière dans le microbiome et, en 2016, elle a reçu le Microbiome Pioneer Award, prix réservé aux scientifiques en pointe dans le domaine du microbiome.
Une base de données conçue pour un accès gratuit et facilitant le travail collaboratif, répertoriant le microbiome oral a été ouverte début 2008 par l'Institut américain de recherche dentaire et crâniofaciale (NIDCR) en partenariat avec des chercheurs d'autres pays. Elle contenait déjà 600 micro-organismes. 
Grâce au séquençage de l'ARNr 16S, les chercheurs pourront peu à peu classer ces micro-organismes dans un arbre généalogique et mieux comprendre leur importance, par exemple pour l'expression des caries dentaires ou de divers troubles de la digestion.

Mi 2024, un catalogue de micro-organismes apportés par notre nourriture (dont plus de 2 500 fromages, viandes et autres aliments) a été publié ; il montre qu’une petite partie du microbiome individuel vient de ces aliments, mais on sait aussi qu'il est façonné par les contacts avec la mère, puis la famille, les amis et même les voisins. Mieux connaitre le microbiome intestinal et ses fonctions contribuera à améliorer la feuille de route des thérapies anticancéreuses, notamment car certains microbes, et une flore intestinale plus équilibrée sont aussi le gage d'une meilleure réponse à certains traitements anticancéreux (dont les « inhibiteurs de point de contrôle »).

#### Outils d'étude métagénomique et phylogénétique du bactériome
Ces « pipelines de données » visent l'analyse de la composition relative d'un échantillon en bactéries, avec par exemple :
- MG-RAST[38].

#### Outils généralistes (métagénomiques) de profiling taxonomique
Un autre type de « pipeline de données » vise à étudier tous les taxons (connus) d'un même échantillon.
- MetaPhlan2[39],
- Kraken2[40]
- Centrifuge[41]

#### Outils d'étude du virome
Les rôles bénéfiques et parfois pathogènes du microbiome bactérien sont maintenant reconnus, et de plus en plus étudiés,, mais le rôle des virus (virome, qui peut affecter la santé de l'hôte (humain ou animal), mais aussi des bactéries, y compris avec les virus de virus) sont encore très mal connus. D'importants changements du virome sont notés, par exemple lors du syndrome d'immunodéficience acquise et de la maladie inflammatoire chronique de l'intestin. Au sein du microbiote, le virome a des liens probablement encore sous-estimés avec la santé et la maladie, chez l'Homme comme dans le reste de la faune, chez les plantes et dans les relations écosystémiques. Une meilleure connaissance du virome est aussi un enjeu pour la santé animale et vétérinaire, pour l'approche One Health recommandée par l'OMS et l'OIE alors que le risque de pandémie zoonotique croît et que les écosystèmes nécessitent de nouveaux outils pour comprendre et étudier la virosphère.
L'identification de virus (connus ou inconnus) dans un échantillon composé de multiples microorganismes est plus difficile que celle des bactéries, car les séquences virales sont extrêmement diverses et divergentes, souvent sans similitude nucléotidique avec aucune séquence virale connue ou existante,. La bioinformatique utilise alors des comparaisons d'acides aminés, plus difficiles à établir, fondées sur des méthodes encore émergentes ; la découverte de séquences virales se base sur un long travail d'alignement des séquences avec d'autres séquences virales stockées dans les grandes bibliothèques des bases de données génomiques, car, à la différence des bactéries chez lesquelles l'ARN 16S est toujours présente (dans tous les taxons), les virus n'ont pas un tel gène distinctif qui signerait la présence d'un virus, quel que soit son taxon.
Les nouveaux outils de la bioinformatique de profilage taxonomique et métagénomique de la biodiversité virale (pipelines d'annotation de données intégrant des algorithmes de traitement dédiés) appliqués au big data qui émergera de l'étude par Séquençage de l'ADN ou de l'ARN de la virosphère pourront contribuer à l'analyse de la composition des viromes. Il devient progressivement possible d'évaluer les types viraux et leur abondance relative dans les échantillons. Les pipelines de données construits pour l'étude de virus sont par exemple :
- VirusSeeker[49],
- Viral Informatics Resource for Metagenome Exploration (VIROME)[50],
- viGEN[51],
- le Viral MetaGenome Annotation Pipeline (VMGAP)[52],
- MetaVir [53],
- Lazypipe, développé par l'Université d'Helskinki qui sous-traite et automatise la recherche d'homologies de gènes viraux à un serveur distinct, permettant ainsi l'utilisation des toutes dernières séquences virales. Cet outil (qui intègre les contigs viraux) utilise le moteur SANSparallel[54] pour rechercher des homologues d'acides aminés dans la base de données UniProtKB[55] ; SANSparallel étant globalement 100 fois plus rapide que le moteur de recherche blastp (utilisé par la plupart des autres pipelines d'annotation selon Somervuo et Holm, 2015)[56].

Des pipelines et algorithmes d'études génomiques sont aussi dédiés au signalement de nouveaux virus encore inconnus de la science, avec par exemple :
- Genome Detective[57],
- VIP[58],
- PathSeq[59],
- SURPI[60],
- READSCAN[61],
- VirusFinder[47]
- MetaShot[62].

## Évolution des microbiomes
L'évolution des microbiomes se traduit par l'existence de patrons de phylosymbiose, dans lesquels les compositions du microbiote de deux espèces sont d'autant plus similaires que ces espèces sont proches phylogénétiquement. Ce phénomène a été retrouvé pour différents genres d'arthropodes, chez les grands singes.
La co-évolution mammifères-microbes constitue un « paradoxe immunologique », appelé aussi « inflammation physiologique ». Ce paradoxe revient à se demander par quels mécanismes les mammifères peuvent en même temps conjuguer une tolérance aux microorganismes symbiotes / commensaux (symbiontes) et une élimination des microorganismes pathogènes (pathobiontes). D'où l'émergence d'un nouveau paradigme scientifique selon lequel le développement du système immunitaire est lié au maintien du microbiome.
Les microbes se reproduisent et évoluent à un rythme plus rapide que celui des cellules de leurs hôtes, et ils évoluent ou co-évoluent en fonction de facteurs qui sont encore difficiles à appréhender, souvent sous le contrôle de l'hôte et/ou d'équilibres entretenus par la diversité de la flore et certains virus, tant qu'il est en bonne santé.
Ils peuvent en outre bénéficier de transferts horizontaux de gènes (entre cellules, mais aussi entre espèces différentes,) notamment dans le microbiome intestinal, transferts qui semblent plus rares et difficiles entre les organismes plus complexes, notamment animaux.
La connaissance de l'évolution des microbiomes est encore lacunaire. Les connaissances dans ce domaine proviennent souvent de modèles très simplificateurs et d'observations biologiques basées sur des observations limitées de communautés très simplifiées.
La science est en train de vérifier si les modèles de sélection et d'évolution des théories écologiques et écosystémiques classiques (issues de l'observation et de l'étude des relations entre macro-organismes et leurs écosystèmes) conviennent aussi, ou pas, aux microbiomes pour lesquels les pressions de sélections semblent s'appliquer différemment ou à des rythmes différents,,.
Un des enjeux d'une meilleure compréhension du fonctionnement des microbiomes est la santé, humaine et animale, car les déséquilibres ou "maladies du microbiome" semblent aussi pouvoir affecter la santé des hôtes (par exemple concernant la production endogène par la flore intestinale de certaines vitamines, la santé sexuelle - avec le microbiome vaginal ou prépucial et du pénis - ou le risque d'obésité,).

#### Ouvrages en français
- Pascale Cossart, La nouvelle microbiologie : des microbiotes aux CRISPR, Paris, Éditions Odile Jacob, 2016, 255 p. (ISBN 978-2-7381-3331-1, OCLC 951677729)
- Debré, Patrice, L'Homme microbiotique, Éd. Odile Jacob, 2015, 288 p.
- Marie-Monique Robin, Vive les microbes ! Comment les microbiomes protègent la santé planétaire, La Découverte, 2024, 229 p. (lire en ligne)

#### Ouvrages en anglais
- Fraune, S.; Bosch, T.C.G (2007) Long-term maintenance of species-specific bacterial microbiome in the basal metazoan Hydra. Proc. Natl. Acad. Sci. USA, 104, 32.
- Zaura, E.; Keijser, B.J.; Huse, S.M.; Crielaard, W (2009). Defining the healthy “core microbiome” of oral microbial communities. BMC Microbiol, 9, 259
- Vijay-Kumar, M.; Aitken, J.D.; Carvalho, F.A.; Cullender, T.C.; Mwangi, S.; Srinivasan, S.; Sitaraman, S.V.; Knight, R.; Ley, R.E.; Gewirtz, A.T. (2010), Metabolic syndrome and altered gut microbiome in mice lacking toll-like receptor 5. Science, 328, 228–231
- Van Bonn, William et col., Aquarium microbiome response to ninety-percent system water change: Clues to microbiome management, Zoo Biology, 2015, vol. 34, p. 360-367
- Gilbert, JA, Jansson, JK, Knight, R., The Earth Microbiome project: successes and aspirations, BMC Biol. 2014, vol. 12, p. 69.
- Larsen, A.M. et col., Characterization of the gut microbiota of three commercially valuable warmwater fish species, Journal of Applied Microbiology, 2014, vol. 116, p. 1396-1404
- Kramer, A. et al., Maintaining health by balancing microbial exposure and prevention of infection: the hygiene hypothesis versus the hypothesis of early immune challenge, Journal of Hospital Infection, 2013 vol. 83, p. S29-S34.
- Balter, M., Taking Stock of the Human Microbiome and Disease, Science, 2012 vol.336, p. 1246-1247.
- Caporaso, JG, Lauber, CL, Walters, WA, et col., Ultra-high-throughput microbial community analysis on the Illumina HiSeq and MiSeq platforms, ISME J. 2012, vol. 6, p. 1621-1624.
- Mitchell, L. et col., Microbial diversity in the deep sea and the underexplored "rare biosphere", Proceedings of the National Academy of Sciences, U S A., 2006, vol. 103(32), pp. 12115-20.
- McFall-Ngai, Margaret J., Unseen forces: the influence of bacteria on animal development, Developmental Biology, 2002 1 fév., vol.242(1), p. 1-14.